# Heinrich Schreiner
Heinrich Schreiner (* 28. Juni 1927 in Mainz; † 13. August 2009 ebenda) war ein deutscher Volkswirt, Ministerialbeamter und Politiker (CDU).

## Leben
Schreiner, promovierter Volkswirt, amtierte von 1969 bis zum 31. Dezember 1986 als Staatssekretär im Ministerium der Finanzen des Landes Rheinland-Pfalz. Er war Vorsitzender der Ankaufskommission des Landesmuseums Mainz und fungierte vom 1. Januar 1987 bis 1993 als Präsident der Landeszentralbank Rheinland-Pfalz. Nach seiner Pensionierung übernahm er Ehrenämter in verschiedenen kulturellen Vereinen, unter anderem von 1993 bis 2007 den Gründungsvorsitz des Fördervereins Synagoge Weisenau.

## Ehrungen
- 1978: Bundesverdienstkreuz 1. Klasse
- 1993: Großes Verdienstkreuz mit Stern der Bundesrepublik Deutschland
- 1987: Gregoriusorden, von Papst Johannes Paul II. für seine Verdienste um die Kirche und den Glauben verliehen[2]
- 2002: Obermayer German Jewish History Award[1]
- 2008: Goldene Ehrennadel der Stadt Mainz